# Грофица из Хонгконга
Грофица од Хонгконга (енгл. A Countess from Hong Kong) је филмска комедија из 1967. године, коју је режирао Чарли Чаплин. Главне улоге играју: Марлон Брандо и Софија Лорен.

## Улоге
| Глумац             | Улога            |
| ------------------ | ---------------- |
| Марлон Брандо      | Odgen Mears      |
| Софија Лорен       | Наташа           |
| Сидни Ерл Чаплин   | Харви            |
| Типи Хедрен        | Марта            |
| Патрик Каргил      | Хадсон           |
| Оливер Џонсон      | Кларк            |
| Мајкл Медвин       | Џон Феликс       |
| Џон Пол            | Captain          |
| Маргарет Рутерфорд | Miss Gaulswallow |
| Анџела Сколар      | Society girl     |
| Џералдин Чаплин    | Girl at dance    |
| Чарли Чаплин       | An old steward   |